# 阿姆奇特卡岛登陆
阿姆奇特卡岛登陆（英語：Landing at Amchitka），是二战阿留申群岛战役期间，美军对阿姆奇特卡岛的两栖登陆和占领行动。

## 行动背景

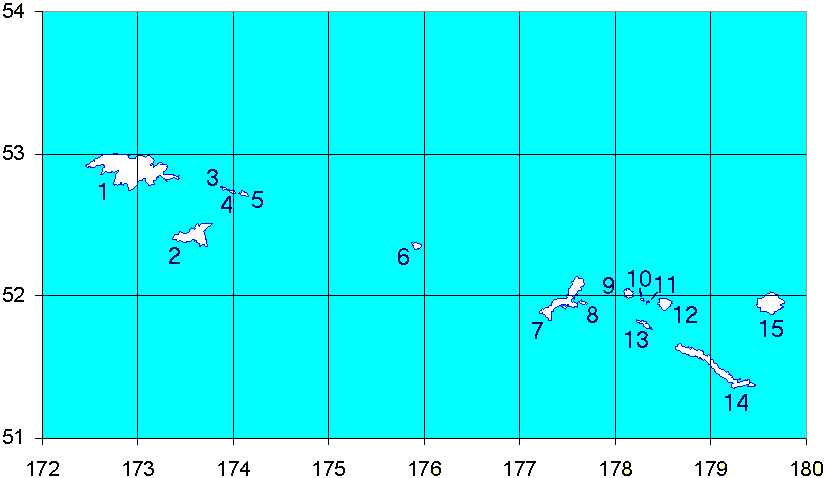
阿留申群岛西部岛屿图，1为阿圖島，7为基斯卡島，14为阿姆奇特卡岛

1942年6月，日军占领了阿留申群岛西部的一些岛屿，包括基斯卡島和阿圖島。日军还希望占领阿姆奇特卡岛，一个日本调查组对该到进行了侦察，但后出于军事上的考量而取消了计划。
在阿留申群岛战役期间，美军试图在被占领的阿图岛和基斯卡岛附近建立一个空军基地。起初阿姆奇特卡岛并不在候选之中，因为该到距离基斯卡島过近，仅50英里。在戰爭部的建议下，美军于1942年9月对阿姆奇特卡岛进行了初步侦察，发现在岛上建造简易机场很困难。然而，美方在12月12日决定必须在该岛建设机场，以防反被日方用作空军基地。12月17日至19日，美军对该到进行了进一步的侦察，并报告称可在两至三周内建成一条战斗机跑道，并在三至四个月内建成一座高级别的机场。当月即开始制定作战计划，代号“长景行动”（Operation Longview），该行动将征召2000名驻扎在阿留申群岛的美军。当时的侦察认为，阿姆奇特卡岛上有小规模的日军占领。由于期望迅速赶走日军，参谋长联席会议同意立刻采取行动以夺回领土。

## 行动经过

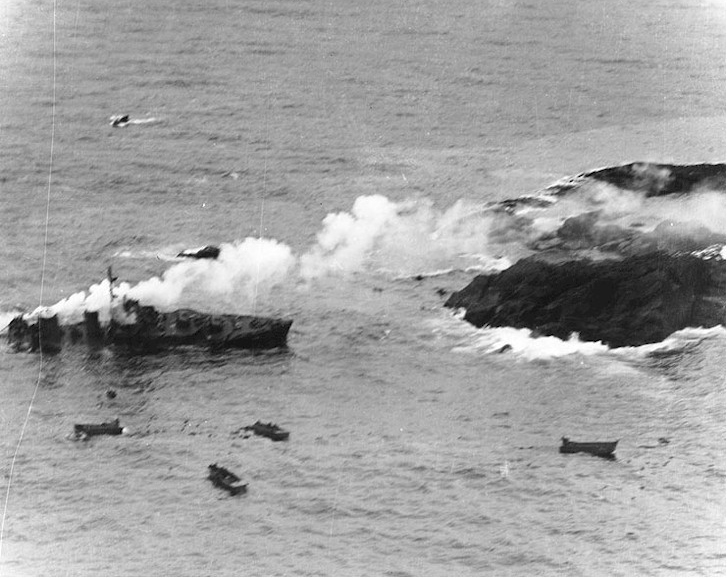
沃登号驱逐舰船员正在弃船逃生

登陆行动原定于1943年1月9日进行，但由于天气状况而推迟。
1943年1月12日，美军开始进行登陆行动。近2,100名士兵在君士坦丁港登陆。他们全程没有遭遇火力攻击，面临的挑战却是恶劣的天气、不可预知的海流和布满岩石的登陆水域。当时一艘法拉格特级驱逐舰沃登号（DD-352）正负责保护一万八千吨级的亚瑟米德尔顿号攻击运输舰。一股强大的水流席卷了沃登号驱逐舰，撕裂了机舱下方的船体，并导致其失去了动力。失去了动力的沃登号驱逐舰随着海浪颠簸并开始解体，舰长William G. Pogue下令弃船。沃登号驱逐舰的沉没导致了14名船员死亡，舰长William G. Pogue在失去知觉的情况下被从海上救起。
美军登陆并随后清扫了全岛，并未发现日军。
登陆后的第一夜，一阵猛烈的沿海峡湾强风摧毁了许多登陆小艇，并使一艘运兵船搁浅。登陆的第二天，一场暴风雪席卷了整个岛屿。暴风雪持续了将近两周才平息，来自基斯卡岛的日军侦察机也飞临阿姆奇特卡岛，发现了美军的占领。美军工程兵在日机轰炸和扫射的骚扰下建设机场跑道。1943年2月16日，战斗机跑道建成，同日就有8架P-40战鹰战斗机进驻，日机对该岛的袭击频次也随之显著下降。一周后，美机已能够飞临基斯卡岛进行巡逻。
在占领阿姆奇特卡岛后，美军开始策划下一步的行动，以将日军赶出所占领的阿留申群岛岛屿。